# Dokkskjæret (île)
Dokkskjæret est une petite île de la commune de Bærum,  dans le comté d'Akershus en Norvège.

## Description
L'île de Dokkskjæret est située proche de l'isthme reliant Snarøya à la zone urbaine de Fornebu. Elle se trouve l'Oslofjord intérieur.

### Réserve naturelle
L'îlot et sa zone maritime proche font partie d'un plan de conservation des oiseaux marins en tant que Zone de conservation du biotope de Dokkskjæret créée en 2009.